# Koška
Koška je obec (općina) v Osijecko-baranjské župě ve východním Chorvatsku. V roce 2011 zde žilo celkem 1525 obyvatel.
Koška se rozkládá ve východní Slavonii, v rovné krajině nedaleko podhůří Papuku. Prochází tudy hlavní silniční tah (silnice č. D2, tzv. Podravská magistrála, která zde spojuje města Našice a Osijek. Zastávku zde má i stejným směrem vedená železniční trať.
Většinu obce tvoří domy soustředěné kolem hlavní silnice. Pod Košku spadají (resp. pod místní općinu) ještě okolní vesnice, kterými jsou Andrijevac, Branimirovac, Breznica Našička, Ledenik, Lug Subotički, Niza, Normanci, Ordanja a Topoline.